# Telonemia

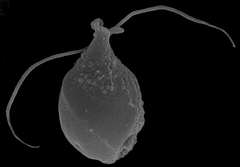
A T. rivulare elektronmikrográfja

A Telonemia kis eukarióták törzse. Egysejtű szabadon élő ostorosok egyedi sejtszerkezetekkel, például a többi eukariótában meg nem található igen komplex sejtvázzal.
A Telonemia számos ismertetőjegye közös a vele rokon Sar szupercsoporttal. Ilyenek például a sejtfelszín közelében párnaként működő kortikális alveolusok, melyek alátámasztják és segítik a víznek való ellenállást. Ezenkívül ostorain háromrészes masztigonémái vannak, melyeket mozgásra használ. E szerkezetek javítják úszásra való képességüket a vízzel szembeni ellenállás növelésével. Ezenkívül a Telonemia rendelkezik vékony, szálszerű filopódiumokkal. Ezek több célt szolgálhatnak, például segíthetik a mozgásban vagy a táplálékrészecskék bekebelezésében azokat körülvéve. A két csoport együtt a Tsar kládot alkotja.
Monotipikus, egyetlen osztálya a Telonemea, egyetlen rendje a Telonemida, egyetlen családja a Telonemidae. 3 nemzetségben összesen 7 faja ismert, de számos leíratlan klád ismert környezeti DNS-ből. Minden tengeri és édesvízi környezetben jelen vannak, ahol baktériumokat és kis fitoplanktont esznek azok bekebelezésével (fagotrófia).

## Morfológia
A Telonemia protiszták törzse. Diverzitása morfológiailag nagyrészt leíratlan. A kevés leírt faj szabadon élő ragadozó fagotróf ostoros körte alakú kétostorú sejtekkel. 5–10 μm hosszúak és 3–7 µm szélesek. Az ostorok hossza eltér – a rövid 12, a hosszú 16 μm. Az ostorok közt proboscisszerű rostrum található. Mitokondriális cristái csőszerűek. Egyedi többrétegű összetett sejtvázuk van mikrofilamentumok és mikrotubulusok rétegeiből, ebben más eukariótáktól különböznek. Egyedi sejtjellemzőik vannak, melyeket korábban a Chromalveolata különböző csoportjaiban kizárólagosnak tekintettek – például a komplex háromrészes masztigonémákat (Stramenopila), a kortikális alveolusokat (Alveolata) és a filopódiumokat (Rhizaria). A színesmoszatokhoz való evolúciós közelségük ellenére nincs kloroplasztiszuk.

## Ökológia és elterjedés
A Telonemia számos élőlényt eszik, például piko- és nanoplankton közti méretű baktériumokat és fitoplanktont. Széles körben elterjedtek és néha nagy mennyiségben vannak jelen, vagyis fontos ökológiai szerepük lehet vízi ökoszisztémákban. Leíratlan tagjaiból mintegy 100 környezeti szekvencia alapján meghatározott kládot igazoltak számos tengeri helyen, beleértve a mélytengeri helyeket is, valamint különböző régiók édesvizeiből is. Egyes Telonemia-kládok kevesebb tápanyagot tartalmazó nyílt vizeket kedvelnek, például a Kanadai-medencét és a Mackenzie-t, ami azt jelenti, hogy képesek alacsony tápanyagtartalmú ökoszisztémában növekedni, vagyis oligotrófok.

## Rendszerezés

### Történet
Az első Telonemia-génuszt és -fajt (Telonema subtile) Karl Griessmann írta le 1913-ban Roscoff és Nápoly partjainál leírt Ulva- és vörösmoszat-kultúrákból. 80 évvel később, 1993-ban az amerikai Thomas Cavalier-Smith létrehozta a Telonemidae családot, a Telonemida rendet és a Telonemea osztályt ennek besorolásához. Eredetileg a csoport a már elavult Opalozoa törzsben volt más nem rokon ostoroscsoportokkal (Apusomonadida, Jakobida, Cercomonadida, Spongomonadida, Katablepharida, Ebriida, Proteomyxida stb.) együtt. Itt a Telonemeát két azonos hosszúságú hátulsó ostora különböztette meg. Ez a Telonemida mellett a Nephromycida rendet tartalmazta, benne a Nephromyces nemzetséggel, mely az Apicomplexa része lett. 2005-ben az Oslofjord felszíni vizeiből írták le 2. faját, a Telonema antarcticumot.
2006 óta a Telonemeát az önálló Telonemia eukariótatörzsbe sorolták Kamran Shalchian-Tabrizi et al. révén filogenetikai elemzések alapján, melyek a Haptistához és a Cryptistához közel helyezték el. Azonban 2015-ben Cavalier-Smith et al. visszautasították önálló törzskénti kezelését és a Telonemeát a Cryptista törzsben az elavult Corbihelia altörzsbe tették. Ez más pharyngealis kosárral vagy sugárzó axopódiumokkal rendelkező élőlényekből állt, például a vörösmoszatokkal közeli rokon Picozoa törzsbe áthelyezett Picomonasból és a Cryptista testvércsoportjaként feltételezett Microheliella nemzetségből. Ezenkívül a T. antarcticumot áthelyezték az új Lateronema nemzetségbe a Telonemától való filogenetikai távolsága miatt'.
Számos későbbi filogenetikai elemzés a Telonemia pozícióját erősítette meg a Sar testvércsoportjaként, mellyel együtt a Tsar kládot (Telonemia, Stramenopila, Alveolata, Rhizaria) alkothatják, így Cavalier-Smith a Telonemiát 2022-ben önálló törzsként sorolta be. Ugyanekkor írtak le Tyihonyenkov et al. 5 fajt és 1 nemzetséget (Arpakorses). Egyes 2022 utáni tanulmányok szerint a Tsar nem klád, és a Telonemia a Haptista része vagy testvércsoportja lehet, de ennek támogatottsága közepes.

### Besorolás
2022-ig 2 faj volt formálisan leírva, de tengervízi DNS-szekvenciák alapján sokkal több még leíratlan faj lehetett. 2022-ben 5 további fajt és egy harmadik nemzetséget írtak le, így 7 ismert faja van.
- Lateronema Cavalier-Smith 2015[11]
  - Lateronema antarctica (Thomsen 2005) Cavalier-Smith 2015[11] [Telonema antarctica Thomsen 2005][10]
- Telonema Griessmann 1913
  - Telonema papanine Zagumyonnyi et Tikhonenkov 2022[4]
  - Telonema subtile Griessmann 1913[8] [Telonema subtilis Griessmann 1913]
  - Telonema tenere Belyaev, Borodina et Tikhonenkov 2022[4]
  - Telonema rivulare Prokina et Tikhonenkov 2022[4]
- Arpakorses Tikhonenkov et Karpov 2022[4]
  - Arpakorses versatilis Borodina, Karpov, Zagumyonnyi, Belyaev, Prokina et Tikhonenkov 2022[4]
  - Arpakorses idiomastiga Borodina, Karpov, Zagumyonnyi, Belyaev, Prokina et Tikhonenkov 2022[4]

## Evolúció
A Telonemia a többi eukarióta szupercsoporttól saját önálló „mikroországként” leágazó klád. Korai molekuláris elemzések a Rhizariát, az Alveolatát és a Stramenopilát tartalmazó Sar önálló ágaként helyezték el. Más elemzések közeli rokonságot mutattak ki a Centroplasthelida, a Cryptomonadida és a Haptophytina csoportokkal. Ekkor evolúciós jelentőséget tulajdonítottak neki, az ökológiailag fontos heterotróf és fotoszintetikus színesmoszatok közti lehetséges átmenetnek tekintették.
2019-től a filogenetikai elemzések a Sar testvércsoportjaként helyezik el a széles körben elfogadott Tsar kládban. A Sar testvérkládjaként a Telonemia helyzete az eukarióták közt fontos. Morfológiailag összetett élőlények a különböző Sar-ágak jellemzőivel. A Sar-ágakat egyesítő fő tulajdonságokat legalább egy Telonemia-nemzetségben leírták: a sárgásmoszatokra jellemző háromrészes masztigonémák az ostorokon (Lateronema), az Alveolatára jellemző kortikális alveolusok (Lateronema) és a Rhizariára jellemző finom állábak (filopódiumok) (Telonema). Az Arpakorses kinetidaszerkezete a Rhizariáéra hasonlít, és a Telonema subtile mikrotubulusai elrendezése az Apicomplexa apikális komplexumához hasonló.
Minden Telonemia-nemzetség összetett többrétegű sejtvázzal rendelkezik, ez más eukariótákban nincs jelen. Ez alapján ősi sejtvázszerkezetük lehetett, amely a többi eukariótában nincs jelen.

## Fordítás
Ez a szócikk részben vagy egészben  a   Telonemia című angol Wikipédia-szócikk ezen változatának fordításán alapul.  Az eredeti cikk szerkesztőit annak laptörténete sorolja fel. Ez a jelzés csupán a megfogalmazás eredetét és a szerzői jogokat jelzi, nem szolgál a cikkben szereplő információk forrásmegjelöléseként.